# 남회귀선

남회귀선

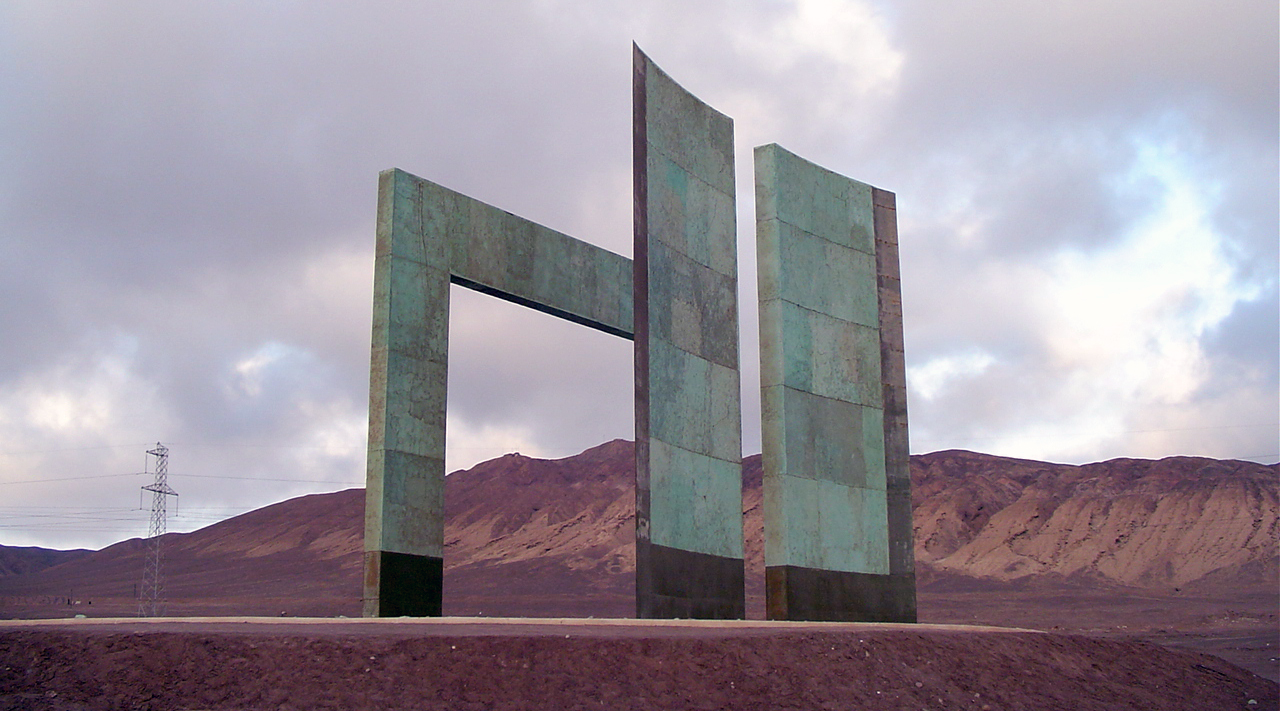
칠레 안토파가스타 북쪽에 설치된 남회귀선 기념 조형물

남회귀선(南回歸線, 문화어: 남쪽되돌이선; 영어: Tropic of Capricorn)은 태양이 머리 위 천정을 지나는 가장 남쪽 지점을 잇는 위선이다. 매년 북반구의 겨울 동지 때 태양이 머리 위를 지나며, 동지선(冬至線)이라고도 한다.
2011년을 기준으로, 남회귀선은 남위 23° 26′ 16″(23.4378°)을 지난다. 남회귀선의 위치는 고정되어 있지 않고, 지구 자전축 기울기의 변화에 따라 40,000년 주기로 2°가량 변한다. 현재는 1년에 약 15m가량의 속도로 북쪽으로 움직이고 있다.

## 지리
본초 자오선에서 시작해서 동쪽 방향으로, 남회귀선은 다음 지역을 지난다.
| 좌표                                                     | 나라, 지역, 해역  | 참고                                                                                          |
| -------------------------------------------------------- | ----------------- | --------------------------------------------------------------------------------------------- |
| 남위 23° 26′ 동경 0° 0′  / 남위 23.433° 동경 0.000°      | 대서양            |                                                                                               |
| 남위 23° 26′ 동경 14° 27′  / 남위 23.433° 동경 14.450°   | 나미비아          |                                                                                               |
| 남위 23° 26′ 동경 20° 0′  / 남위 23.433° 동경 20.000°    | 보츠와나          |                                                                                               |
| 남위 23° 26′ 동경 27° 18′  / 남위 23.433° 동경 27.300°   | 남아프리카 공화국 | 림포포주                                                                                      |
| 남위 23° 26′ 동경 31° 33′  / 남위 23.433° 동경 31.550°   | 모잠비크          | 가자주, 이냠바느주                                                                            |
| 남위 23° 26′ 동경 35° 26′  / 남위 23.433° 동경 35.433°   | 인도양            | 모잠비크 해협                                                                                 |
| 남위 23° 26′ 동경 43° 45′  / 남위 23.433° 동경 43.750°   | 마다가스카르      | 톨리아라주, 피아나란초아주                                                                    |
| 남위 23° 26′ 동경 47° 39′  / 남위 23.433° 동경 47.650°   | 인도양            |                                                                                               |
| 남위 23° 26′ 동경 113° 47′  / 남위 23.433° 동경 113.783° | 오스트레일리아    | 웨스턴오스트레일리아주, 노던 준주, 퀸즐랜드주                                                 |
| 남위 23° 26′ 동경 151° 3′  / 남위 23.433° 동경 151.050°  | 산호해            | 오스트레일리아 산호해 제도의 카토 산호초 바로 남쪽을 지난다.                                  |
| 남위 23° 26′ 동경 166° 46′  / 남위 23.433° 동경 166.767° | 태평양            | 미네르바 산호초( 통가)의 바로 북쪽, 투부아이 제도( 프랑스령 폴리네시아)의 바로 남쪽을 지난다. |
| 남위 23° 26′ 서경 70° 36′  / 남위 23.433° 서경 70.600°   | 칠레              | 안토파가스타주                                                                                |
| 남위 23° 26′ 서경 67° 07′  / 남위 23.433° 서경 67.117°   | 아르헨티나        | 후후이주, 살타주, (다시) 후후이주, 포르모사주                                                 |
| 남위 23° 26′ 서경 61° 23′  / 남위 23.433° 서경 61.383°   | 파라과이          | 보케론주, 프레시덴테아예스주, 콘셉시온주, 산페드로주, 아맘바이주                              |
| 남위 23° 26′ 서경 55° 38′  / 남위 23.433° 서경 55.633°   | 브라질            | 마투그로수두술주, 파라나주, 상파울루주                                                        |
| 남위 23° 26′ 서경 45° 2′  / 남위 23.433° 서경 45.033°    | 대서양            |                                                                                               |

## 남회귀선 이남의 나라
지구의 육지 대부분이 북반구에 분포하므로, 영토 전체가 남회귀선보다 남쪽에 위치하는 나라는 단지 넷 뿐이다.
- 뉴질랜드
- 레소토
- 스와질란드
- 우루과이

## 같이 보기
- 북회귀선
- 북극권
- 남극권
- 적도